# Raoul Koczalski

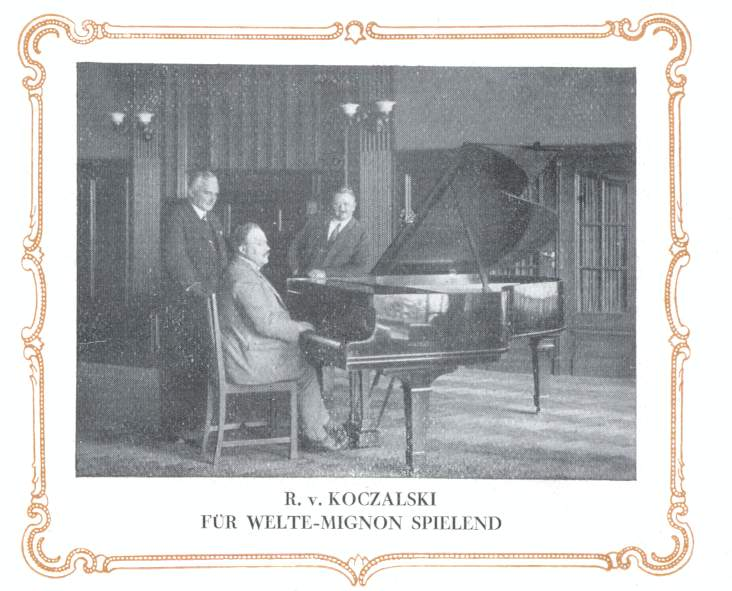
Raoul von Koczalski tocando para Welte-Mignon

Armand Georg Raoul von Koczalski (Varsóvia, 3 de janeiro de 1884 — Poznań, 24 de novembro de 1948) foi um pianista e compositor polonês.